# Eugenio Vegas Latapié
Eugenio Vegas Latapié (Irún, 20 de febrero de 1907-Madrid, 19 de septiembre de 1985) fue un jurista, militar y escritor monárquico tradicionalista español. Fue una destacada personalidad de la política y la cultura de mediados del siglo XX, siendo académico de la Real Academia de Ciencias Morales y Políticas y miembro del Consejo Privado del Conde de Barcelona, Juan de Borbón. Fundó, junto con Ramiro de Maeztu, la revista Acción Española, y junto con Juan Vallet de Goytisolo, la revista Verbo. 

## Biografía

### Primeros años y formación
Nació en Irún en 1907. Era hijo de un teniente regresado de Cuba y de una maestra francesa. Siendo aún un niño había empezado a leer a Ramón Nocedal. En 1922, a los 15 años, terminó los estudios de bachillerato y se dispuso a ingresar en la universidad. Entonces conoció a Casimiro de Solano y Polanco, miembro del Partido Integrista, por medio del cual conoció El Siglo Futuro, periódico que desde entonces leyó asiduamente, al igual que las obras de Marcelino Menéndez Pelayo y de Donoso Cortés. Estas lecturas despertaron en Vegas Latapié -como él mismo confesó años más tarde- el deseo de consagrarse a la defensa y difusión del Derecho Público Cristiano, por lo que decidió cursar estudios de derecho.
Cursó estudios de derecho en la Universidad de Oviedo en el sorprendente plazo de tres años (las licenciaturas entonces duraban cinco años). En 1922-1923 sacó el primer curso, en 1923-1924 sacó el segundo, tercer y cuarto cursos, y en 1924-1925 sacó el último curso de la carrera obteniendo la licenciatura en Derecho en la Universidad de Oviedo (1925). 

### Opositor
Entonces empezó a preparar las oposiciones para ingresar en el Cuerpo Jurídico Militar. Aprobó las oposiciones en 1926 y fue destinado a Melilla, donde permaneció hasta 1928, año en el que fue destinado a la Capitanía General de Burgos. Entonces empieza a preparar las oposiciones para acceder al Consejo de Estado y así poder trasladarse a Madrid, donde creía que podría desarrollar más fácilmente su propósito de difundir y defender el Derecho Público Cristiano. Ganó las oposiciones en 1930, por lo que pudo trasladarse a Madrid como letrado del Consejo de Estado.

### Vida en Madrid
Al llegar a la capital recibió la visita el Jefe superior de Palacio, que le concedió la audiencia con el rey Alfonso XIII que había solicitado un año antes. Una vez en presencia del rey le urgió a corregir el rumbo político de los últimos años.  
En 1931 funda, junto con Ramiro de Maeztu, la revista Acción Española. Ese mismo año pasó dos meses en arresto domiciliario por orden de Niceto Alcalá Zamora, presidente del gobierno provisional de la II República, bajo la acusación de apoyar el régimen monárquico caído. En esa época conoce a José María Pemán.  

### Guerra civil española
Con el inicio de la Guerra civil española pudo huir de Madrid y llegar a la zona nacional. Entonces fue nombrado vocal de la Junta Técnica del Estado para la Cultura y la Educación, y poco después secretario de Prensa y Propaganda, cargo al que renunció por discrepancias con los criterios oficiales. Se alistó bajo nombre supuesto en la 11.ª Compañía de la IV Bandera de la Legión, pero al ser descubierto se lo obligó a servir como capitán jurídico en Ceuta, donde permaneció hasta el final de la guerra. Realizó un viaje a Roma para entrevistarse con Alfonso XIII, Juan de Borbón y Javier de Borbón-Parma para poner fin al pleito dinástico, pero sin resultado.

### Época franquista
En 1941 viajó a Roma para asistir a los funerales de Alfonso XIII, tratando de entrevistarse con el conde de Barcelona para que hiciese una declaración pública de aceptación de los principios de la monarquía católica tradicional. En 1942 fue castigado con el confinamiento en Canarias. Salió de España y fue jefe de la Secretaría Política del pretendiente al trono, Juan de Borbón, primero en Lausana y después en Estoril, hasta 1947. Su última actuación en este campo sería en Friburgo como preceptor, entre 1944 y 1947, del hijo de Juan de Borbón, quien posteriormente (1975) se convertiría en el rey Juan Carlos I de España.
En 1949 regresó a España y empezó a trabajar en la Asesoría Jurídica del Banco Central. Desde 1955 se reincorpora plenamente a su puesto en el Consejo de Estado. En 1962 fundó, junto con Juan Vallet de Goytisolo, la revista Verbo. Un año después fue elegido, por unanimidad, académico de número de la Real Academia de Ciencias Morales y Políticas, puesto del que tomó posesión el 14 de diciembre de 1965 con un discurso titulado Consideraciones sobre la democracia. 
Falleció el 19 de septiembre de 1985.
Resumiendo su significación histórica Gonzalo Fernández de la Mora ha escrito: «Hay en la figura pública de Vegas tres facetas de distinto brillo: la de animador intelectual, la de doctrinario y la de político.» Respecto de la primera faceta, «la más brillante», su aportación fundamental fue la creación y animación incansable, junto con Ramiro de Maeztu, de la revista Acción Española y la sociedad políticocultural homónima. Como doctrinario fue más «un actualizador que un creador» y «se concentró en la crítica del liberalismo católico y de la democracia inorgánica». «Como político se entregó tenazmente a la empresa de establecer en España una monarquía tradicional», donde entró en pugna «su integrismo tradicional con su legitimismo borbónico.»

## Posiciones
Como figura intelectual, su actuación se desarrolló más entre bambalinas que desde una abierta presencia pública. Durante la Segunda República, la Guerra Civil y el franquismo, destacó más por su capacidad organizadora que por su obra doctrinal escrita, escasa en volumen y carente de brillantez. Destacó, sobre todo, por ser el impulsor de la asociación cultural y revista Acción Española, de tendencia monárquica, antiliberal y católica, enfrentada a la democracia republicana desde sus inicios. Dicha publicación surgió, sobre todo, gracias a un fondo de 100.000 pesetas inicialmente destinado a organizar actividades subversivas y que, posteriormente, sería desviado por Vegas Latapié para la financiación de la mencionada revista.
Conspirador antirrepublicano, llegó a afirmar que «la violencia es consecuencia forzosa de toda creencia firme». En Catolicismo y República (elaborado a partir de una conferencia pronunciada el 23 de febrero de 1932 en la Sociedad Cultural Acción Española, y publicado por entregas durante ese año en la revista homónima) defendió la ilegitimidad de los gobiernos republicanos por representar éstos, a su juicio, ideas incompatibles con los principios católicos. Llegó a prologar, en la primavera de 1936, la novela de Jorge Gram Héctor o los mártires del siglo XX, en la que se alentaba al levantamiento armado contra los enemigos de Dios y de la patria; sin embargo, Vegas negó su autoría por temor a posibles sanciones debido a su condición de militar.

## Distinciones y reconocimientos
- Académico de la Real Academia de Ciencias Morales y Políticas (desde 1963).

## Obras

### Libros
- Catolicismo y república: un episodio de la historia de Francia (Madrid, Gráficas Universal, 1932).
- Romanticismo y democracia (Santander, Cultura Española, 1938).
- Escritos políticos (Madrid, Cultura Española, 1940).
- El pensamiento político de Calvo Sotelo (Madrid, Cultura Española, 1941).
- Escritos sobre la instauración monárquica (Madrid, Rialp, 1955). Escrito en colaboración con José Ignacio Escobar y Jorge Vigón.
- Consideraciones sobre la democracia (Madrid, Real Academia de Ciencias Morales y Políticas, 1965; Madrid, Afrodisio Aguado, 1965, reed.). Discurso leído el día 14 de diciembre de 1965 en el acto de su recepción en la Real Academia de Ciencias Morales y Políticas.
- Memorias políticas: el suicidio de la Monarquía y la Segunda República (Barcelona, Planeta, 1983).
- Los caminos del desengaño. Memorias políticas 1936-1938 (Madrid, Tebas, 1987). Publicación póstuma.[12]
- La frustración en la Victoria, memorias políticas 1938-1942 (Madrid, Actas, 1995). Publicación póstuma.[13]